# Patrick Swayze
Patrick Wayne Swayze (Houston, 18 de agosto de 1952-Los Ángeles, 14 de septiembre de 2009) fue un actor, bailarín y cantante estadounidense.
Su plenitud como actor le llegó con la serie de televisión Norte y sur y más tarde con éxitos de taquilla y crítica como Dirty Dancing y Ghost, trabajos, entre otros, que lo hicieron convertirse en uno de los actores más populares de los años ochenta y noventa, incluso llegando a ser considerado el hombre vivo más sexy del mundo por la revista People. Su carrera incluye géneros variados como la comedia, el drama o el cine de acción. Como cantautor, «She's Like the Wind» fue su tema más conocido, que llegó a alcanzar puestos altos en las listas de sencillos de todo el mundo.
Falleció a causa del cáncer de páncreas que se le diagnosticó a principios del año 2008, al mismo tiempo que trabajaba en la serie televisiva The Beast.

## Biografía

### Primeros años

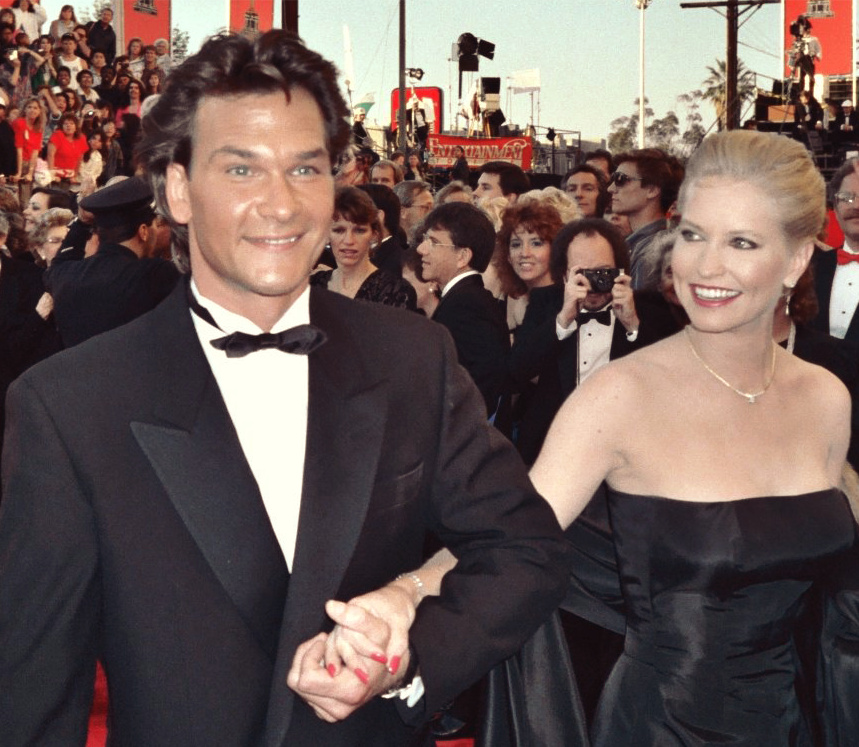
Patrick Swayze con su esposa, Lisa Niemi, en la alfombra roja durante la entrega de los premios Óscar, el 29 de marzo de 1989.

Patrick Swayze era uno de los cinco hijos del matrimonio de Jesse Wayne «Buddy» Swayze, un ingeniero mecánico, y su esposa Patsy Swayze (nombre de soltera, Karnes), bailarina y profesora de baile. La familia vivió en el Wakefield Street del vecindario Garden Oaks en Houston. Él, como el resto de sus hermanos, se convirtieron en bailarines y actores, yendo a la academia de baile de su madre, la Swayze School of Dance. De hecho, Patrick se encontró con su mujer, la directora y actriz Lisa Niemi, cuando ambos eran estudiantes de la academia y su madre está acreditada como asesora de baile de su hijo para el papel principal de Dirty Dancing en 1987.
Representó varias obras musicales Grease al dar el paso a gran pantalla. En el año 1979, participó en la película de televisión Skatetown, U.S.A. (La fiebre del patín).
A principio de los años ochenta realizó varios papeles secundarios en series de televisión, hasta que en 1983 fue seleccionado por Francis Ford Coppola para completar el reparto de la película Rebeldes, junto con otros actores importantes como Matt Dillon, Rob Lowe, Diane Lane, Ralph Macchio, y Tom Cruise, entre otros. Luego vinieron proyectos como Más allá del valor, de Ted Kotcheff, junto con Gene Hackman y Fred Ward, donde interpretó a un veterano de Vietnam que debía ayudar a su antiguo coronel a rescatar a su hijo. También hizo una aparición como extra en la pista de baile en la película musical Stayin' Alive (1983), secuela de Fiebre del sábado noche dirigida por John Badham.
En 1985 coprotagonizó con James Read la mítica serie de televisión Norte y sur, basada en la trilogía homónima de John Jakes sobre la guerra de Secesión de Estados Unidos que contó con otros actores como Kirstie Alley, David Carradine, Lesley-Anne Down y estrellas consagradas como Gene Kelly, Robert Mitchum, James Stewart, Jean Simmons, Olivia de Havilland y Elizabeth Taylor.
En 1986 trabajó en la película Youngblood, de Peter Markle, junto con Rob Lowe y Cynthia Gibb.

### Consolidación de su carrera
En 1986 volvió a la televisión para participar en la segunda parte de Norte y sur, y actuó en la película de ciencia ficción El guerrero del amanecer, junto con su esposa Lisa Niemi y el actor Arnold Vosloo.

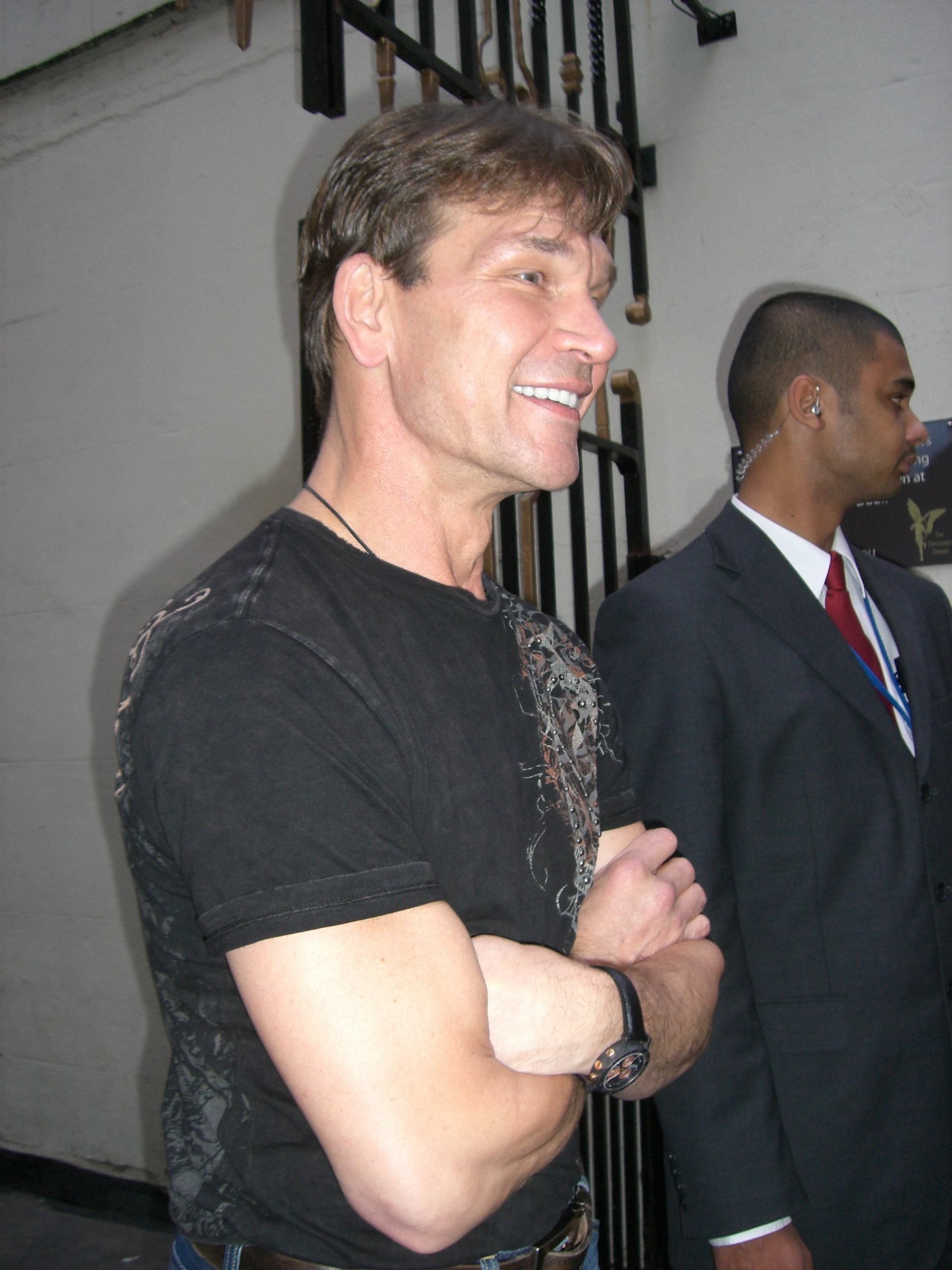
Patrick Swayze en 2006 hablando con sus fanes después de Guys and Dolls

En 1987 rodó Dirty Dancing, película con la que se hizo mundialmente conocido. Una de las canciones de la banda sonora de esta película es «She’s Like the Wind», que fue compuesta e interpretada por él mismo, número dos durante varias semanas seguidas en la lista de sencillos de Estados Unidos y vendió miles de copias en todo el mundo. En ese año también protagonizó uno de los capítulos de la serie Cuentos asombrosos, producida por Steven Spielberg. 
Entre 1988 y 1989, Swayze se hizo un actor muy cotizado, y pronto se convirtió en reclamo publicitario de grandes marcas de ropa, perfumes, etc. En esos años protagonizó películas como Con su propia ley y Roadhouse (El duro).
A principios de la nueva década mantuvo su condición de estrella con varios éxitos. En 1990 marcó otro hito taquillero de alcance mundial y recibió muchas críticas favorables con la película Ghost, dirigida por Jerry Zucker y coprotagonizada por Demi Moore y Whoopi Goldberg.
En 1991, tras superar algunos problemas con el alcohol y las drogas, participó en otra exitosa película ambientada en el mundo del surf, Point Break, dirigida por Kathryn Bigelow y coprotagonizada por Keanu Reeves, en la cual también aparece Anthony Kiedis (el vocalista del mundialmente conocido grupo musical Red Hot Chili Peppers). 
Al año siguiente Swayze protagonizó una película totalmente distinta a la anterior, La ciudad de la alegría dirigida por Roland Joffé y basada en la novela del escritor Dominique Lapierre, en la que interpretó a Max Lowe, un médico que viaja a la India para dar un nuevo significado a su vida.

### En segundo plano
En 1993 protagonizó la comedia infantil El enemigo público n.º 1... mi padre, junto con Halle Berry y Michael Ironside. En 1995 abordó posiblemente su papel más atípico en la comedia A Wong Foo, gracias por todo, Julie Newmar. Intentando igualar el éxito de la película Priscilla, Reina del Desierto, Swayze, Wesley Snipes y John Leguizamo interpretaron a un grupo de drag-queens que realizan un viaje rumbo a Hollywood a bordo de un Cadillac alquilado. También en 1995 Swayze protagonizó la película Tres deseos, dirigida por Martha Coolidge, junto con Mary Elizabeth Mastrantonio.
En 1998, después de un parón provocado por el poco éxito de taquilla de sus últimos trabajos, protagonizó la película de acción Black Dog, de Kevin Hooks, y la película de misterio Cartas de un asesino, de David Carson. En 2000, coprotagonizó el drama romántico Forever Lulu, junto con Melanie Griffith, y al año siguiente se ganó el favor de la crítica al participar en la elogiada Donnie Darko, dirigida por Richard Kelly y protagonizada por Jake Gyllenhaal.
Swayze siguió alternando diversos géneros en sus últimos años en el cine. En 2001 interpretó al sargento Jim Lance en Green Dragon, de Timothy Linh Bui, y en 2002 trabajó en Waking Up in Reno, una comedia dirigida por Jordan Brady y en la que compartió reparto con Billy Bob Thornton, Natasha Richardson y Charlize Theron. En 2003 participó en la película 11:14, de Greg Marcks. También protagonizó y produjo la película One Last Dance junto con su esposa, Lisa Niemi, quien también dirigió esta película ambientada en el mundo de la danza.
En 2004 volvió a la televisión para rodar la miniserie Las minas del rey Salomón. También realizó un pequeño papel en la película Dirty Dancing 2 e interpretó al malvado Garth en George y el Dragón. En 2005, protagonizó la película Icon, una versión para la televisión del libro de Frederick Forsyth, El manifiesto negro, junto con Patrick Bergin y Ben Cross, y participó en la comedia británica Secretos de familia, junto con los actores Rowan Atkinson, Kristin Scott Thomas y Maggie Smith. En 2006, puso voz al personaje animado Cash en The Fox and the Hound 2.
En 2007 interpretó al abogado Richard Pressburger en una película basada en hechos reales Muerte y castigo y trabajó en la película televisiva Navidad en el País de las Maravillas. Su última participación en un film tuvo lugar en 2008 en la película Powder Blue de Timothy Linh Bui, en la cual compartió reparto con Jessica Biel, Forest Whitaker y Ray Liotta, entre otros.

### Último trabajo:The Beast
Al detectarse el cáncer que terminaría con su vida, Patrick Swayze se sometió a un duro tratamiento pero decidió seguir trabajando y protagonizó la serie televisiva The Beast, en la que interpretaba a Charles Barker, un veterano policía de Chicago. Se dijo que durante la grabación Swayze renunció a paliar sus dolores con medicación, pues temía perder matices en su actuación. Ante el éxito de la primera temporada de la serie, Swayze quiso firmar por la segunda, pero su salud decayó tanto que los productores prefirieron cancelar el proyecto.

## Salud
Para el 1 de enero del 2008 (año nuevo), Swayze y su esposa celebraron las festividades. Sin embargo, notó que el champán le «ardía» en su estómago y además sus desechos fisiológicos eran de apariencia poco normal. Entonces supo que estaba ante una dolencia desconocida, pero él declaró: «No había nada raro en mí».
En enero del mismo año, le fue detectado cáncer de páncreas en fase IV (avanzada y con sólo un 5 % de posibilidades de sobrevivir). Swayze fue sometido a una cirugía de emergencia después de que el cáncer se extendió y parte de su estómago fue extirpado. En noviembre de 2008, diversos medios de la prensa escrita anunciaron que su cáncer había empeorado (llegando al hígado) y que se despidió de sus seres queridos. No obstante, su mujer, a través de una carta al círculo de admiradores oficial de Swayze, desmintió este hecho asegurando que tan sólo se había encontrado «una pequeña cantidad de cáncer» y que aún no se había producido ninguna despedida.
Muchos medios de comunicación dieron la noticia de que a Swayze sólo le quedaban cinco semanas de vida, ya que el tumor se había diseminado rápidamente. Al parecer, Patrick Swayze estuvo viajando hacia la Universidad de Stanford para tratarse en un prestigioso centro de Palo Alto con intensas sesiones de quimioterapia.
Patrick Swayze y su representante desmintieron en varias ocasiones, mediante comunicados de prensa, que su estado fuese crítico. En su último comunicado, Swayze era muy optimista y señalaba que regresaría pronto al trabajo.
En abril de 2009, los médicos comunicaron a Patrick Swayze que el cáncer se había extendido a su hígado. El 19 de mayo de 2009 su representante desmintió los rumores que inundaban Internet acerca de la muerte del actor. «La esperanza es algo muy frágil en la vida de cualquiera y la gente que quiero no necesita que le roben la esperanza cuando no está justificado y cuando no es cierto», remarcaba Swayze.

## Fallecimiento
El 14 de septiembre de 2009, falleció a los 57 años de edad a causa del cáncer pancreático que padecía. Swayze dejó en audio un testimonio de despedida que formará parte de su autobiografía. Su cuerpo fue incinerado después de su funeral y sus cenizas llevadas a su rancho de Nuevo México por su esposa Lisa.

## Patrick Swayze en la cultura popular
La cantante y bailarina sueca Sigrid Bernson participó en la primera semifinal del Melodifestivalen 2018, preselección nacional sueca para el Festival de la Canción de Eurovisión con una canción nombrada «Patrick Swayze», haciendo referencia en la letra de la canción al actor en la película Dirty Dancing, donde invita a bailar a un chico del que ella está enamorada, comparando su amor como el de Johnny Castle y Baby Houseman, personajes de dicha película interpretados por Patrick Swayze y Jennifer Grey. La cantante logró conseguir un lugar en el Andra Chansen, la ronda de repesca del festival sueco.
En 2019 se estrenó el documental biográfico llamado I am Patrick Swayze que narra los inicios de su carrera, el talento nato como bailarín y actor, su vida personal y familiar y el ocaso de la misma a consecuencia del cáncer de páncreas que lo llevó a la muerte. Todo desde la narrativa de familiares, amigos y profesionales del espectáculo con quienes compartió su vida, escenarios y foros cinematográficos.

## Filmografía
| Año       | Película o serie                                 |
| --------- | ------------------------------------------------ |
| 1968      | Las Vegas 500 millones                           |
| 1979      | Skatetown USA                                    |
| 1980      | The comeback kid                                 |
| 1981      | Return of the rebels                             |
| 1982      | Los renegados                                    |
| 1983      | Uncommon Valor                                   |
| 1983      | Rebeldes                                         |
| 1984      | Amanecer rojo                                    |
| 1984      | Grandview, USA                                   |
| 1985-1986 | Norte y sur                                      |
| 1986      | Youngblood                                       |
| 1987      | Dirty Dancing                                    |
| 1987      | Amazing Stories                                  |
| 1987      | Steel Dawn                                       |
| 1988      | Tiger, La última oportunidad                     |
| 1989      | Con su propia ley                                |
| 1989      | Road House                                       |
| 1990      | Ghost                                            |
| 1991      | Point Break                                      |
| 1992      | La ciudad de la alegría                          |
| 1993      | Enemigo público n.º 1...mi padre                 |
| 1995      | El mito de Pecos Bill                            |
| 1995      | Tres deseos                                      |
| 1995      | To Wong Foo, Thanks for Everything! Julie Newmar |
| 1998      | Cartas de un asesino                             |
| 1998      | Black Dog                                        |
| 2000      | Forever Lulu                                     |
| 2001      | Donnie Darko                                     |
| 2001      | Green dragon                                     |
| 2002      | Waking up in Reno                                |
| 2003      | One last dance                                   |
| 2003      | 11:14                                            |
| 2004      | Dirty Dancing 2                                  |
| 2004      | George and the dragon                            |
| 2004      | Las minas del rey Salomón                        |
| 2005      | Keeping Mum                                      |
| 2005      | Icon                                             |
| 2006      | Tod y Toby 2 (voz)                               |
| 2007      | Muerte y castigo                                 |
| 2007      | Navidad en el país de las maravillas             |
| 2008      | Powder blue                                      |
| 2009      | The Beast (serie)                                |

## Nominaciones

### Globos de Oro
| Año  | Categoría                                       | Película                                    | Resultado |
| ---- | ----------------------------------------------- | ------------------------------------------- | --------- |
| 1995 | Globo de Oro al mejor actor - Comedia o musical | A Wong Foo: ¡Gracias por todo! Julie Newmar | Candidato |
| 1991 | Globo de Oro al mejor actor - Comedia o musical | Ghost                                       | Candidato |
| 1987 | Globo de Oro al mejor actor - Comedia o musical | Dirty Dancing                               | Candidato |

## Reconocimientos
| Precedido por | Ganador del Premio El Hombre Vivo Más Sexy | Sucedido por |
| ------------- | ------------------------------------------ | ------------ |
| Tom Cruise    | 1991                                       | Nick Nolte   |